# ملعب سيوداد دي لانوس
ملعب سيوداد دي لانوس (بالإسبانية:Estadio Ciudad de Lanús) عرف أيضاً بلا فورتاليزا هو ملعب متعدد الاستخدام في لانوس، الأرجنتين. ويستخدم حالياً في المقام الأول لمباريات كرة القدم، وهو الملعب الرئيسي لنادي لانوس. لدى الملعب القدرة على استيعاب 47,027 شخص وقد بني عام 1929 وتم افتتاحه يوم 24 فبراير في نفس السنة. أرضية الملعب هي من العشب الطبيعي.

## وصلات خارجية
- معلومات عن الملعب